# Fortaleza Challenger 1994
Il Fortaleza Challenger 1994 è stato un torneo di tennis facente parte della categoria ATP Challenger Series nell'ambito dell'ATP Challenger Series 1994. Il torneo si è giocato a Fortaleza in Brasile dal 15 al 21 agosto 1994 su campi in cemento.

## Vincitori

### Singolare
Óscar Ortiz ha battuto in finale  Laurence Tieleman con il punteggio di 7–6, 6–1

### Doppio
Otavio Della /  Marcelo Saliola hanno battuto in finale  Bill Barber /  Ivan Baron per walkover